# Santurde de Rioja
Santurde de Rioja tỉnh và cộng đồng tự trị La Rioja, phía bắc Tây Ban Nha. Đô thị này có diện tích là 15,43 ki-lô-mét vuông, dân số năm 2009 là 341 người với mật độ 22,71 người/km². Đô thị này có cự ly 7 km so với Logroño.